# Ernesto Ambrosini
Ernesto Ambrosini (Monza, 29 settembre 1894 – Monza, 4 novembre 1951) è stato un siepista italiano.

## Biografia
Iniziò l'attività podistica nel 1912 nella polisportiva Veloce Club Monzese. Passò in seguito all'Unione Sportiva Monza in cui divenne il responsabile della sezione atletica.
Partì a servire la patria nel conflitto mondiale nel 1915 con il fratello gemello Michele, calciatore della Pro Lissone, con cui incredibilmente condivise analoghe situazioni. Entrambi furono nello stesso periodo feriti e ricoverati in un ospedale militare, ma il fratello perì a seguito di complicazioni.
L'Ambrosini recuperò la condizione e già nel 1918 tornò dopo la convalescenza alle gare di mezzo fondo in cui fu spesso contrapposto a Carlo Speroni e non sempre nelle posizioni secondarie.
Si tesserò per una sola stagione per il Brescia F.C. nel 1920.
Tornò a Monza nel 1921 per tesserarsi per la storica associazione monzese Forti e Liberi, prese parte ai Giochi Olimpici del 1920 ad Anversa nella specialità dei 3 000 metri siepi, vincendo la medaglia di bronzo. Partecipò anche all'olimpiade di Parigi del 1924.
È stato detentore di due primati nazionali. Morto nel 1951, è sepolto nel Cimitero Urbano di Monza sul lato destro del vialetto centrale: il monumento funebre è opera dello scultore Geminiano Cibau
A lui fu a lungo dedicato il campo sportivo comunale del Centro Singer, costruito nel 1936, che ospitava un anello in tartan.

## Record mondiali
- 3 000 metri siepi: 9'36"6 ( Parigi, 9 giugno 1923)[6]

## Campionati nazionali
1920
- Oro ai campionati italiani assoluti, 1500 m piani - 4'14"3/5

1921
- Oro ai campionati italiani assoluti, 1500 m piani - 4'23"2/5
- Argento ai campionati italiani di corsa campestre - 31'01"

1922
- Oro ai campionati italiani assoluti, 5000 m piani - 15'18"4/5
- Oro ai campionati italiani assoluti, 1200 m siepi - 3'22"2/5
- Oro ai campionati italiani di corsa campestre - 30'24"4/5

1923
- Oro ai campionati italiani assoluti, 5000 m piani - 15'48"1/5
- Oro ai campionati italiani assoluti, 3000 m siepi - 9'43"0
- Argento ai campionati italiani di corsa campestre - 34'50"